# Mjöbäck
Mjöbäck è un'area urbana della Svezia situata nel comune di Svenljunga, contea di Västra Götaland.
La popolazione rilevata nel censimento 2010 era di 294 abitanti .